# Zenon Dramiński
Zenon Dramiński (ur. 15 grudnia 1934 w Grudziądzu, zm. 6 grudnia 2001 tamże) – polski polityk, poseł na Sejm PRL IX kadencji.

## Życiorys
Syn Alfonsa i Ludwiki. Od 1949 należał do Związku Młodzieży Polskiej. 17 grudnia 1959 wstąpił do Polskiej Zjednoczonej Partii Robotniczej. Od 1953 do 1962 pracował jako konstruktor, a potem jako starszy technolog, w Pomorskiej Odlewni i Emalierni w Grudziądzu. W latach 1974–1977 był słuchaczem Wyższej Szkoły Partyjnej przy KC KPZR w Moskwie, uzyskując tytuł magistra nauk politycznych. Jednocześnie pełnił funkcję członka Komisji Rewizyjnej Komitetu Zakładowego przy Ambasadzie PRL w Moskwie. Od 1985 do 1989 pełnił mandat posła na Sejm PRL IX kadencji z okręgu Toruń. Zasiadał w Komisji Polityki Społecznej, Zdrowia i Kultury Fizycznej oraz w Komisji Nadzwyczajnej do rozpatrzenia projektu ustawy o zmianie Konstytucji Polskiej Rzeczypospolitej Ludowej.
W latach 1962–1981 pełnił wysokie funkcje w grudziądzkich strukturach PZPR, m.in. w latach 1977–1981 był I sekretarzem Komitetu Miejskiego oraz członkiem egzekutywy Komitetu Wojewódzkiego w Toruniu. W latach 1981–1982 był kierownikiem Referatu Kadr i Działaczy Ruchu Robotniczego KW, a od 23 września 1982 do 14 września 1989 I sekretarzem KW. W latach 1986–1990 był członkiem Centralnej Komisji Kontrolno-Rewizyjnej w Komitecie Centralnym PZPR.
Był także przewodniczącym Zarządu Miejskiego w Grudziądzu oraz członkiem Zarządu Wojewódzkiego Towarzystwa Przyjaźni Polsko-Radzieckiej w Toruniu.
Pochowany na Cmentarzu przy ul. Cmentarnej w Grudziądzu.

## Odznaczenia
- Krzyż Komandorski Orderu Odrodzenia Polski
- Krzyż Oficerski Orderu Odrodzenia Polski
- Złoty Krzyż Zasługi
- Medal 40-lecia Polski Ludowej
- Medal 30-lecia Polski Ludowej
- Srebrny Medal „Za zasługi dla obronności kraju”
- Złota Odznaka „Zasłużony Działacz Kultury Fizycznej”
- Złota Honorowa Odznaka NOT
- Złote Odznaczenie im. Janka Krasickiego